# Hawke (Schiff, 1893)
Die 1891 vom Stapel gelaufene HMS Hawke war ein Geschützter Kreuzer 1. Klasse der Royal Navy. Sie gehörte zu den neun Kreuzern der Edgar-Klasse. Der Kreuzer wurde am 15. Oktober 1914 vom deutschen Unterseeboot U 9 torpediert. Die Hawke sank in wenigen Minuten und mit ihr starben 527 Mann, nur etwa 65 Seeleute konnten gerettet werden.

## Baugeschichte
Die Edgar-Klasse war eine Klasse von neun Geschützten Kreuzern 1. Klasse von etwas unter 8.000 t Verdrängung, die um 1891 für die Royal Navy gebaut wurden. Sie waren Teil des Flottenbauprogramms von 1889 und wurden zeitgleich mit den Geschützten Kreuzern 2. Klasse des Typs Apollo und 3. Klasse des Typs Pearl sowie den Linienschiffen der Royal Sovereign-Klasse und der Centurion-Klasse gebaut.
Der Edgar-Klasse vorangegangen waren die beiden etwas größeren Schiffe der Blake-Klasse als erste Kreuzer 1. Klasse der Royal Navy, die nur Geschützte Kreuzer und keine Panzerkreuzer waren. Die beiden nachfolgenden Kreuzer 1. Klasse der Powerful-Klasse waren mit 14.000 t noch erheblich größer. Darauf folgten noch die acht Kreuzer der Diadem-Klasse als Geschützte Kreuzer 1. Klasse, bevor die Royal Navy ab der Cressy-Klasse wieder Panzerkreuzer als Kreuzer 1. Klasse beschaffte.
Hauptbewaffnung der Kreuzer waren 234-mm-L/31,5-Kanonen als Bug- und Heckgeschütz, wie sie von der Royal Navy seit den Panzerkreuzern der Orlando-Klasse bei den Kreuzern 1. Klasse eingesetzt wurden.
Von den neun Schiffen der Edgar-Klasse wurden die Crescent und die Royal Arthur nach einem etwas geänderten Entwurf mit einem erhöhten Vordeck gebaut, auf dem zwei 152-mm-Geschütze das bei den andern Schiffen eingebaute 234-mm-Einzelgeschütz ersetzten.
Die Schiffe der Edgar-Klasse dienten vor allem auf den Auslandsstationen der Royal Navy. Außer der HMS St George, die bereits seit März 1910 als Mutterschiff für Zerstörer diente und seit 1913 auf dem Humber stationiert war, wurden die acht anderen in Reserve befindlichen oder mit Trainingsaufgaben betrauten Kreuzer der Edgar-Klasse zu Beginn des Ersten Weltkrieges 1914 im 10. Kreuzergeschwader für die Northern Patrol aktiviert, die den Norden der Nordsee sperren sollte.

## Einsatzgeschichte
Die nach dem früheren Ersten Seelord Edward Hawke, 1. Baron Hawke (1705–1781), benannte, sechste Hawke der Royal Navy war als drittes Schiff ihrer Klasse in Dienst gekommen und hatte kurz nach der Indienststellung zwei Unfälle. Von der Channel Squadron verlegte sie im Juli 1893 nach dem Untergang der HMS Victoria ins Mittelmeer mit dem neuen Oberbefehlshaber der Mittelmeerflotte, Sir Michael Culme-Seymour an Bord unter Captain Pelham-Aldrich. Am 16. Oktober besuchte mit der Mittelmeerflotte (HMS Sans Pareil, HMS Nile, HMS Inflexible, HMS Dreadnought und das Schwesterschiff HMS Edgar) die italienische Flotte in Tarent.
1897 und 1898 war die Hawke unter Captain Sir Richard Poore mit dem Schwesterschiff HMS Gibraltar bei der Mittelmeerflotte im Einsatz um Kreta. Im Zuge der Schaffung des Sonderstatus von Kreta transportierte sie eine griechische Einheit von Platania Bay zurück nach Griechenland. Ein Komitee der befehligenden Admirale Großbritanniens, Frankreichs, Russlands und Italiens organisierte den sich bildenden selbstständigen kretischen Staat und setzte den Prinzen Georg von Griechenland als Hochkommissar unter der Oberhoheit des türkischen Sultans. 1900 ging die Hawke zurück in die Heimat zur Reserve in Chatham. 1902 bis 1904 diente sie bei der Kanalflotte und wurde dann in Chatham überholt.
Die Hawke diente ab 1905 noch als Ausbildungsschiff für Schiffsjungen im 4. Kreuzergeschwader der Home Fleet aber auch auf der Nordamerika-Westindien Station und führte wohl auch eine Fahrt zur China Station mit Austauschpersonal durch. Anders als die deutsche Marine, die mit gecharterten Passagierdampfern den Austausch durchführte, aktivierte die Royal Navy Schiffe der Reserve für die Überführung.

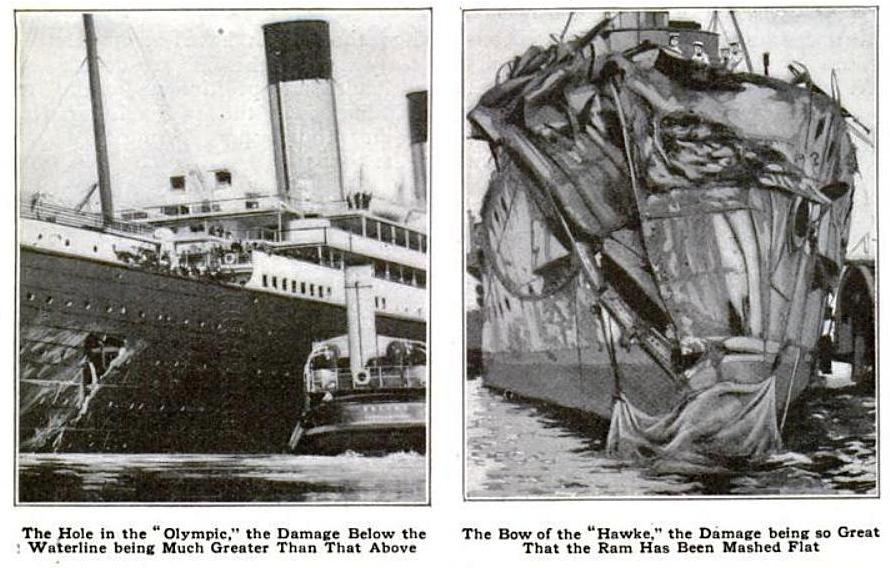
Die Schäden an der Olympic und der Hawke

### Kollision mit derOlympic
Am 20. September 1911 kollidierte die Hawke unter Commander William Frederick Blunt im Solent mit der Olympic der White Star Line, die sie überholte. Möglicherweise hat der Sog des Riesenschiffes den Kreuzer aus dem Kurs gebracht. Der Rammbug der Hawke wurde dabei völlig zerstört und sie erhielt bei der Reparatur einen völlig geraden Bug.
Die folgende Seeamtsverhandlung sprach die Schiffsführung der Hawke von jeder Schuld frei. Dieser Entscheidung folgten etliche Wiederaufnahmeverfahren, um die Entscheidung der ersten Verhandlung zu revidieren.

### Untergang

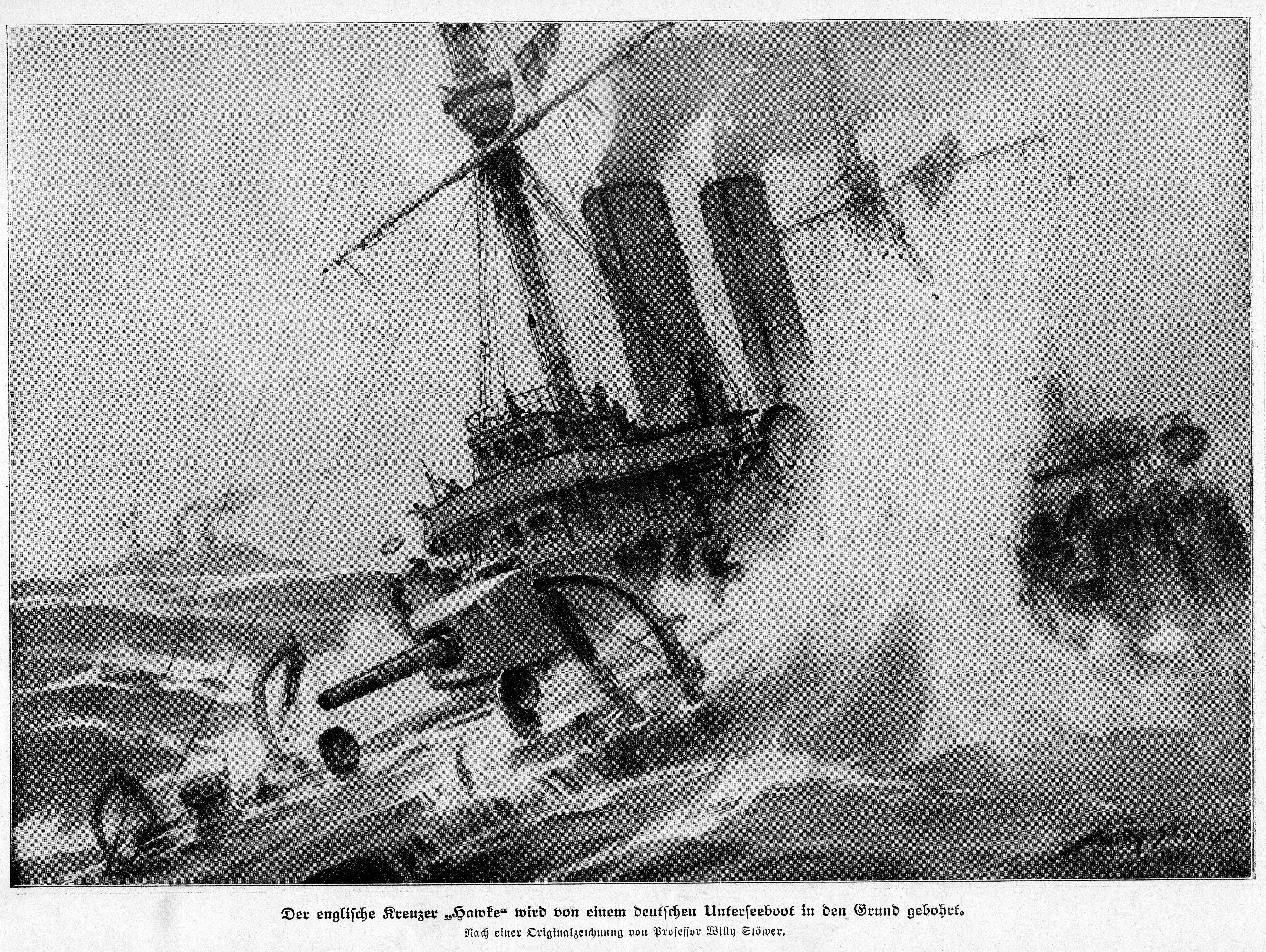
Der englische Kreuzer Hawke wird von einem deutschen Unterseeboot in den Grund gebohrt. Darstellung von Willy Stoewer 1914.

Zu Beginn des Ersten Weltkrieges erledigte die Hawke unter Captain Hugh P.E.T. Williams mit den sieben anderen Kreuzern der Edgar-Klasse für das 10. Kreuzergeschwader verschiedene Aufgaben in der Nordsee. Sie sollten mit der sogenannten Northern Patrol den nördlichen Ausgang aus der Nordsee sperren. Am 15. Oktober 1914 wurde die Hawke vom deutschen Unterseeboot U 9 unter dem Kommando von Otto Weddigen torpediert, wofür dieser vom Kaiser Wilhelm II. am 24. Oktober 1914 als erster deutscher Marineoffizier nach Kriegsbeginn mit dem Pour le Mérite, der höchsten preußischen Tapferkeitsauszeichnung, persönlich ausgezeichnet wurde. Der Torpedo galt möglicherweise dem Schwesterschiff HMS Theseus, traf aber die Hawke, die in wenigen Minuten etwa auf 57° 4′ N, 0° 1′ O sank. Mit ihr starben 527 Mann, nur etwa 65 Mann wurden gerettet. Anders als beim Untergang der drei Kreuzer der Cressy-Klasse stoppten die Schwesterschiffe Theseus und Endymion, die zum Postaustausch zusammengetroffen waren, nicht. Die Überlebenden wurden von einem zufällig passierenden norwegischen Frachter und den Zerstörern HMS Swift, HMS Contest und HMS Christopher, die allerdings erst alarmiert wurden und später eintrafen, gerettet.
Das Wrack wurde im August 2024 in 110 Metern Tiefe am östlichsten Teil Schottlands entdeckt.